# Омарт, Кэрол
Кэ́рол О́март (англ. Carol Ohmart; 3 июля 1927 или 3 июня 1927, Солт-Лейк-Сити — 1 января 2002, Форт-Коллинс, Колорадо) — американская модель, актриса кино и телевидения.

## Биография

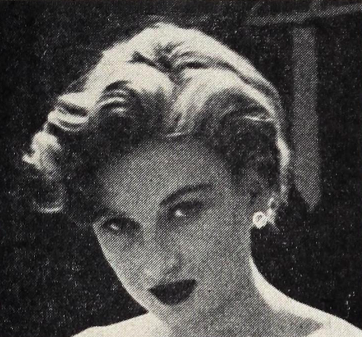
В журнале Photoplay (февраль 1957)

Армелия Кэрол Омарт родилась 3 июня 1927 года в городе Солт-Лейк-Сити (штат Юта, США) в семье мормонов. Отца звали Томас Карлайл Омарт, он был дантистом; мать звали Армелия Мерл Омарт (? — 1987). Ещё в детстве девочка с семьёй переехала в штат Вашингтон, где они жили в Сиэтле и Спокане. Окончив старшую школу «Льюис и Кларк», вернулась с матерью (родители к тому времени развелись) в Юту, где начала карьеру модели, и в 1946 году завоевала титул «Мисс Юта», а в конкурсе «Мисс Америка» заняла 4-е место. Была моделью для известного художника комиксов Милтона Каниффа: с её образа он создал персонаж Медная Кэлхун для стрипа «Стив Каньон»; снималась для журнала Popular Photography.
С начала 1950-х годов Омарт начала появляться в эпизодических ролях в телерекламе и телешоу без указания в титрах; фактически её кинокарьера началась в 1956 году с кинофильма «Алый час», где она исполнила главную роль. Молодую актрису стали называть «Брандо в юбке» (female Brando) и «следующая Мэрилин Монро» (next Marilyn Monroe). В итоге за 18 лет (1956—1974) Омарт снялась в почти 50 кинофильмах и телесериалах (большинство работ было для телевидения).
В 1967 году Омарт решила покончить с кинематографом: она перестала сниматься, занялась продажей недвижимости и изучением спиритуализма. В итоге, довольно скоро она погрязла в долгах, и, чтобы выправить своё финансовое положение, снова вернулась на экраны: с 1972 по 1974 год она снялась в трёх эпизодах трёх телесериалов и в одном кинофильме.
В 1973 году Омарт на улице в Голливуде избили трое мужчин. После выписки из больницы врачи прописали ей обезболивающие препараты, и актриса на долгие годы впала в зависимость от них.
Окончив свою кинокарьеру в 1974 году, Омарт вплотную занялась философией «нью-эйдж» и спиритуализмом. В конце 1970-х годов, выйдя третий раз замуж, переехала в городок Скуим (штат Вашингтон). Она сменила себе имя на Кэриомар С. Траберт и перестала давать интервью, тем более распространяться о своей личной жизни. Начала писать стихи и рассказы. В 1989 году актриса сделала исключение для газеты Los Angeles Times, которой дала обширное интервью. В нём она, в частности, упомянула, что у неё были сложные отношения с матерью: последние десять лет её жизни (с 1977 по 1987 год) они вовсе не общались.
Кэрол Омарт скончалась 1 января 2002 года в городе Форт-Коллинс (штат Колорадо) от естественных причин. Согласно последней воле, её тело было кремировано, а пепел развеян над водохранилищем Картер-Лейк в округе Лаример близ городка Ловленд.

### Личная жизнь
Кэрол Омарт была замужем трижды:
1. Кен Грейсон. Брак заключён 17 августа 1949 года, в 1951 году аннулирован.
2. Уэйд Престон (1929—1992), известный актёр кино- и теле-вестернов[9]. Брак заключён 22 ноября 1956 года, 18 июля 1958 года последовал развод.
3. Уильям Траберт, пожарный. Брак заключён в 1978 году и продолжался 24 года до самой смерти актрисы.

Детей ни от одного из браков у актрисы не было.

## Избранная фильмография

### Широкий экран
- 1956 — Алый час / The Scarlet Hour — Полин «Поли» Невинс
- 1956 — Бурная вечеринка / The Wild Party — Эрика Лондон
- 1959 — Дом ночных призраков / House on Haunted Hill — Аннабель Лорен
- 1967 — Паучонок[англ.] / Spider Baby — Эмили

### Телевидение
- 1956 — Видео-театр «Люкс»[англ.] / Lux Video Theatre — Эстель (в эпизоде The Guilty)
- 1957 — Час The 20th Century Fox[англ.] / The 20th Century Fox Hour — Нэнси Кеннистон (в эпизоде The Still Trumpet)
- 1958 — Миллионер[англ.] / The Millionaire — Филлис Хоппер (в эпизоде The Pete Hopper Story)
- 1959 — Бронко[англ.] / Bronco — Лори Каллен (в эпизоде Backfire)
- 1959 — Жизнь и житие Уайатта Эрпа[англ.] / The Life and Legend of Wyatt Earp — Кора Кэмпбелл (в эпизоде The Actress)
- 1959 — Отец-холостяк[англ.] / Bachelor Father — Минерва Уитерспун (в эпизоде Bentley and the Dog Trainer)
- 1959 — Гавайский детектив[англ.] / Hawaiian Eye — Селия Льюин (в эпизоде The Quick Return)
- 1959 — Отряд М[англ.] / M Squad — Эдна Рид (в эпизоде The Ivy League Bank Robbers)
- 1959—1960 — Бэт Мастерсон[англ.] / Bat Masterson — разные роли (в 2 эпизодах)
- 1959—1961 — Сансет-стрип, 77[англ.] / 77 Sunset Strip — разные роли (в 5 эпизодах[англ.])
- 1960 — Ричард Даймонд, частный детектив[англ.] / Richard Diamond, Private Detective — Салли Чендлер (в эпизоде Seven Swords)
- 1960 — Люди в космосе[англ.] / Men into Space — доктор Мюриэль Катерина Галлахер (в эпизоде Dark of the Sun)
- 1960 — Взаперти[англ.] / Lock-Up — Эгги Торн (в эпизоде Poker Club)
- 1960 — Территория Тумстоун[англ.] / Tombstone Territory — Лола Кёртис (в эпизоде The Siesta Killer)
- 1960 — Истории Уэллс-Фарго[англ.] / Tales of Wells Fargo — Лидия Кэнфилд (в эпизоде Leading Citizen[англ.])
- 1961 — Шоссе 66[англ.] / Route 66 — Ханна Мартин (в эпизоде Sheba[англ.])
- 1961 — Перри Мейсон / Perry Mason — Дженни Бартлетт (в эпизоде The Case of the Angry Dead Man)
- 1965 — Напряги извилины / Get Smart — графиня (в эпизоде Aboard the Orient Express)
- 1966 — Заклеймённый[англ.] / Branded — Лорин Мэклин (в эпизоде Headed for Doomsday)
- 1972 — Менникс[англ.] / Mannix — Герда Аспиналл (в эпизоде The Crimson Halo[англ.])
- 1973 — Барнаби Джонс[англ.] / Barnaby Jones — Глория Колби / Элли Хансен (в эпизоде A Little Glory, a Little Death[англ.])
- 1973 — ФБР / The F.B.I. — Эмили Раунтри (в эпизоде Fool's Gold[англ.])